# 알레스터 (비디오 게임)
《알레스터》는 컴파일이 제작한 1988년 종스크롤 진행형 슈팅 게임이다. 이후 시리즈로 발전한 《알레스터》 첫 번째 게임으로, 세가 마스터 시스템 플랫폼으로 개발돼 일본서 1988년 2월 29일 처음 출시됐다. 북미 및 유럽 지역에선 《파워 스트라이크》라는 제목으로 출시됐다.
배경은 첨단기술이 발달한 먼 미래의 지구로, 바이러스에 감염돼 인류를 절멸하려는 컴퓨터 디아 51에 대항해 레이몬드 와이젠이 '알레스터' 기체를 타고 전투에 임하는 이야기를 그렸다. 게임플레이상 컴파일의 이전 작품 《자낙 (1986)》과 유사하며 격추된 적들이 주는 P칩을 일정량 회수할 경우 무기가 강화되는 시스템을 채택했다.
1988년 7월, 컷신과 스테이지 2개가 추가된 MSX2 이식판이 출본에서만 출시됐다. 2004년, 스퀘어 에닉스가 개발한 자바 휴대전화용 모바일판이 유럽에서 출시됐다. 2008년에 Wii 버추얼 콘솔로 디지털 재발매됐다.

## 반응
세가 마스터 시스템판 《알레스터》는 대체적으로 긍정적인 평가를 받았다. 영국 잡지 〈컴퓨터 앤드 비디오 게임스〉는 1989년 10월호에서 86%를 매겼다. 1992년 〈콘솔 XS〉는 90%를 매겼다.

## 참조

### 내용주
1. ↑  영어: Aleste, 일본어: アレスタ
2. ↑  영어: Power Strike